# تل سیاه میمون‌آباد
تل سیاه میمون آباد مربوط به دوره تیموریان است و در شهرستان شیراز، بخش زرقان، دهستان رحمت آباد، ۲/۵ کیلومتری شمال روستای میمون آباد واقع شده و این اثر در تاریخ ۳۰ بهمن ۱۳۸۶ با شمارهٔ ثبت ۲۰۸۷۳ به‌عنوان یکی از آثار ملی ایران به ثبت رسیده است.